# Celestus haetianus
Celestus haetianus är en ödleart som beskrevs av  Cochran 1927. Celestus haetianus ingår i släktet Celestus och familjen kopparödlor. Inga underarter finns listade i Catalogue of Life.